# Chiesa di San Pancrazio (Glorenza)
La chiesa di San Pancrazio è la parrocchiale e patronale di Glorenza, in Alto Adige. Fa parte del decanato di Malles e la sua storia inizia nel XIII secolo.

## Storia

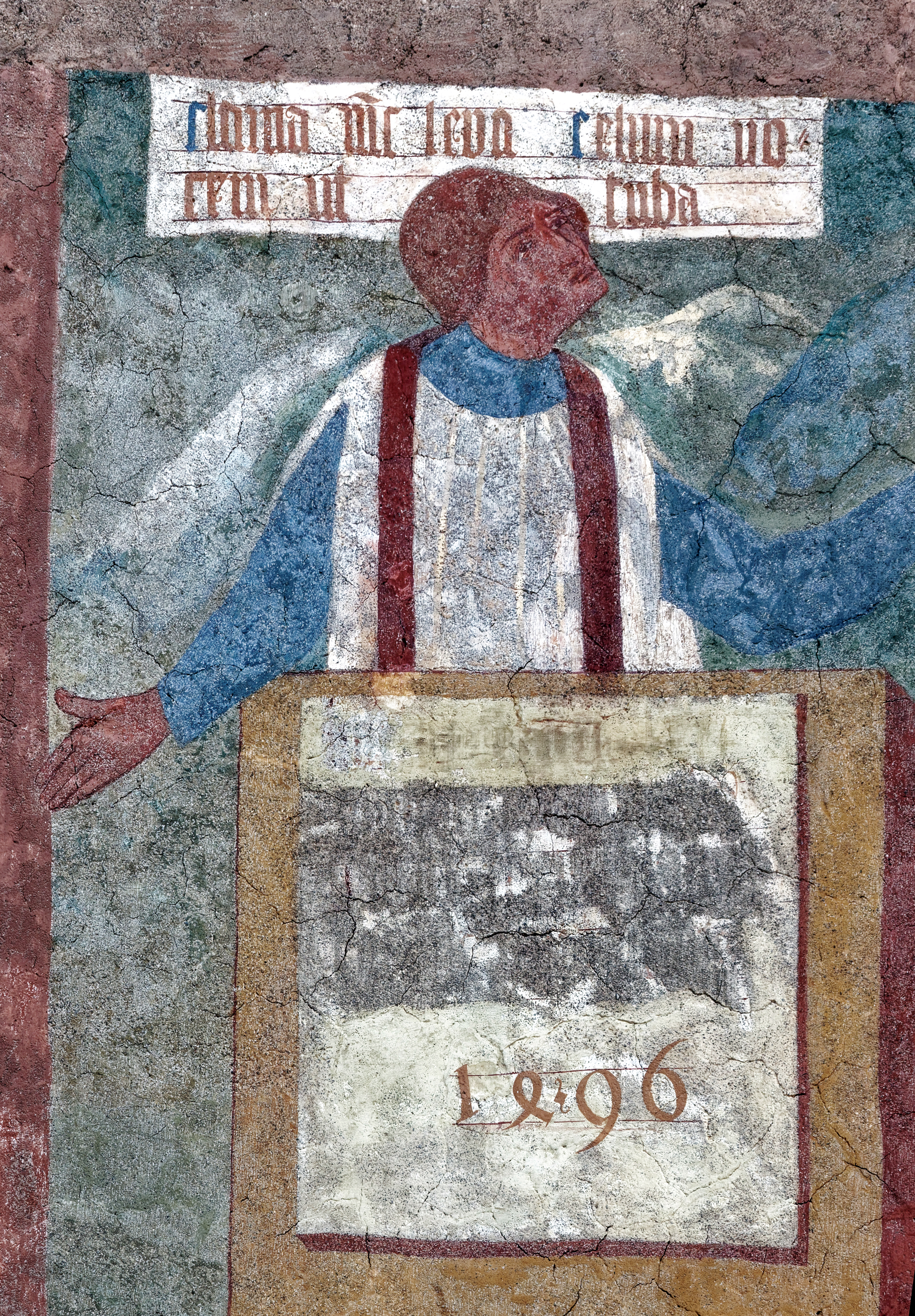
Affresco sulla parete esterna della chiesa di San Pancrazio

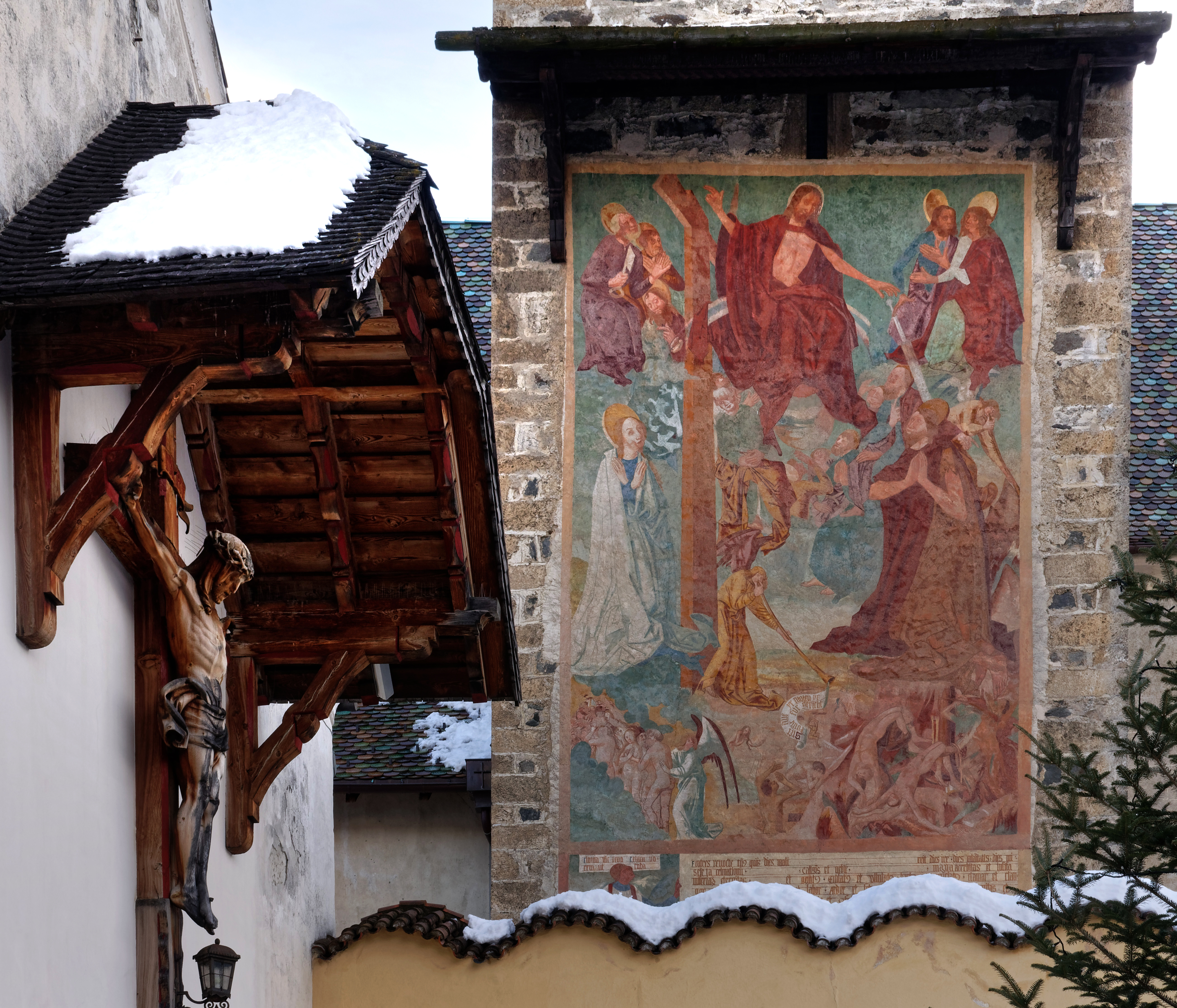
Affresco raffigurante il Giudizio universale sulla parete nord della torre campanaria.

La prima documentazione relativa alla chiesa con dedicazione a San Pancrazio nella piccola città di Glorenza risale al 1227. Il primitivo edificio venne in seguito più volte restaurato e ricostruito, e l'unica parte che si conserva quasi originale è la torre campanaria.
L'edificio venne ristrutturato modificandone la struttura in modo importante a partire dal 1491.
La parte apicale della torre campanaria venne ultimata attorno al 1664. Nel 1841 gli interni vennero modificati e la navata centrale ed il coro assunsero un aspetto gotico. Nel 1894 l'intero edificio fu oggetto di lavori nella parte esterna secondo il gusto neogotico.
Gli ultimi interventi furono realizzati a partire dagli anni sessanta, compresero l'adeguamento liturgico e si conclusero nel 1991 con un restauro conservativo.

## Descrizione
La chiesa venne edificata al di fuori dalla porta rivolta a sud della piccola città altoatesina di Glorenza, la porta di Tubre, inoltre sull'altra riva del fiume Adige e accanto al cimitero. Tra gli abitanti la posizione della chiesa che li obbliga a recarsi fuori città per andare a messa viene ricordato con un detto locale ("la nostra città è così piccola che dobbiamo andare a messa fuori dalle mura").
L'edificio ha orientamento verso nord ovest. Il prospetto principale è semplice, a capanna con due spioventi alti e ripidi, tipici dello stile gotico. L'affresco che risale al 1496 e che si trova sulla fiancata a nord della torre campanaria è particolarmente importante ed è ben conservato; raffigura il Giudizio universale. La torre campanaria rappresenta la parte più antica di tutta la struttura, mostra due livelli di trifore e uno di bifore, inoltre sul lato a nord ha anche un orologio. All'esterno sono conservate lapidi cinquecentesche, oltre a quelle presenti nel cimitero.
Nell'interno, sull'altare a destra, viene conservato l'affresco che risale circa al 1460 e rappresenta la Famiglia di Gesù e sull'altare a sinistra l'altro affresco, di circa venti anni precedente, raffigurante la Pietà.